# Keeler (Kalifornija)
Keeler je naseljeno područje za statističke svrhe u američkoj saveznoj državi Kalifornija. Prema popisu stanovništva iz 2010. u njemu je živjelo 66 stanovnika.